# Skírnismál

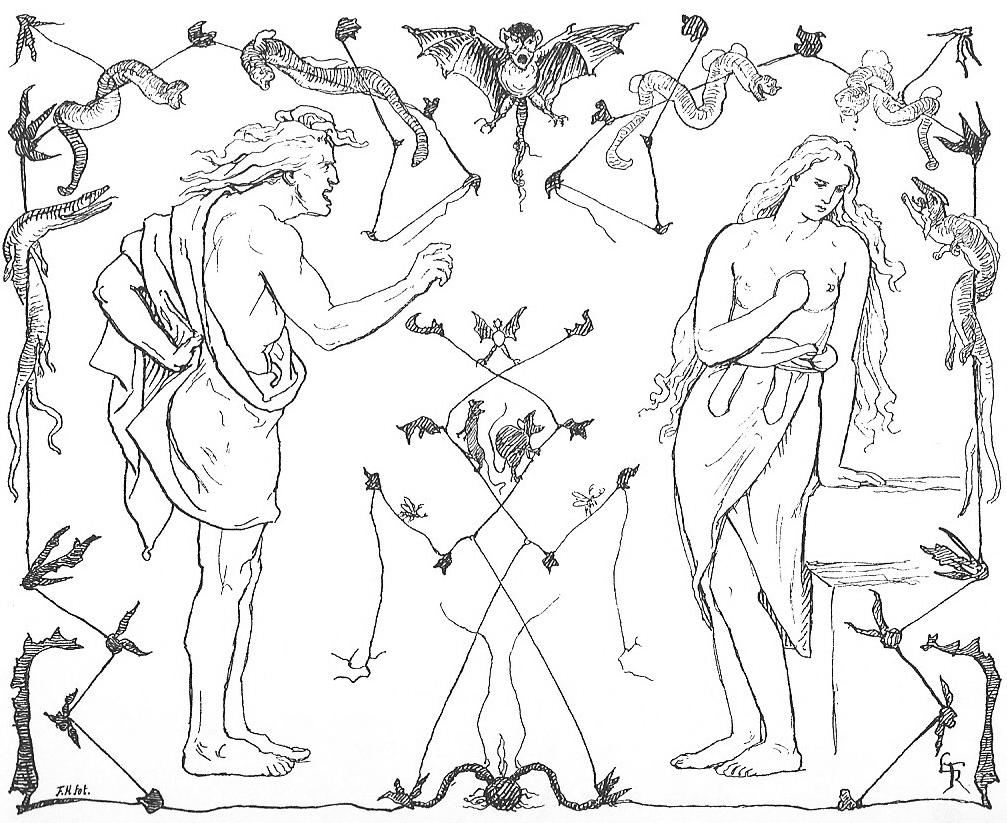
"Skírnir et Gerðr", Lorenz Frølich (1895)

Le Skírnismál (Dits de Skírnir), ou Skírnisför (Voyage de Skírnir), est un poème de la mythologie nordique contenu dans l'Edda poétique et résumé en prose par l'Edda de Snorri.
Il décrit le voyage de Skirnir, le messager du Vane Freyr, dans le pays des géants afin de conquérir la femme dont son maître s'est épris, et le mariage qui s'ensuit.

## Sources
Le poème eddique est préservé dans le Codex Regius ainsi que dans le manuscrit islandais AM 748 I 4to, et constitue une sorte de Hieros Gamos scandinave. Il compte un court début en prose puis 42 strophes en vers.
Le Skírnisför est également contenu, de manière très abrégée, dans le trente-septième chapitre de la Gylfaginning où le Codex Upsaliensis lui donne le titre de "Freyr épousa Gerdr".

## Résumé
Intro. Alors que Freyr s'est assis sur Hlidskjálf, le siège d'Odin, il a aperçu le monde des géants Jötunheimr, et y a vu la géante Gerdr dont il est tombé amoureux. Njörd, le père de Freyr, demande à l'écuyer de celui-ci, Skírnir, de lui parler.
1-5. Skadi, la femme de Njörd, ordonne à Skírnir de demander à Freyr pourquoi il est triste. Ce dernier répond que dans la halle du géant Gymir, il a vu Gerdr dont il est tombé amoureux :
| Freyr qvaþ: 6. I Gymis ga/rþom ec sa ganga mer tiþa mey; armar lysto, en af þaþan alt lopt oc la/gr. | Freyr dit : 6. Dans l'enclos de Gymir J'ai vu marcher Une fille après qui je languis ; Ses bras brillaient Et faisaient resplendir Air et mer tout entiers. |  |

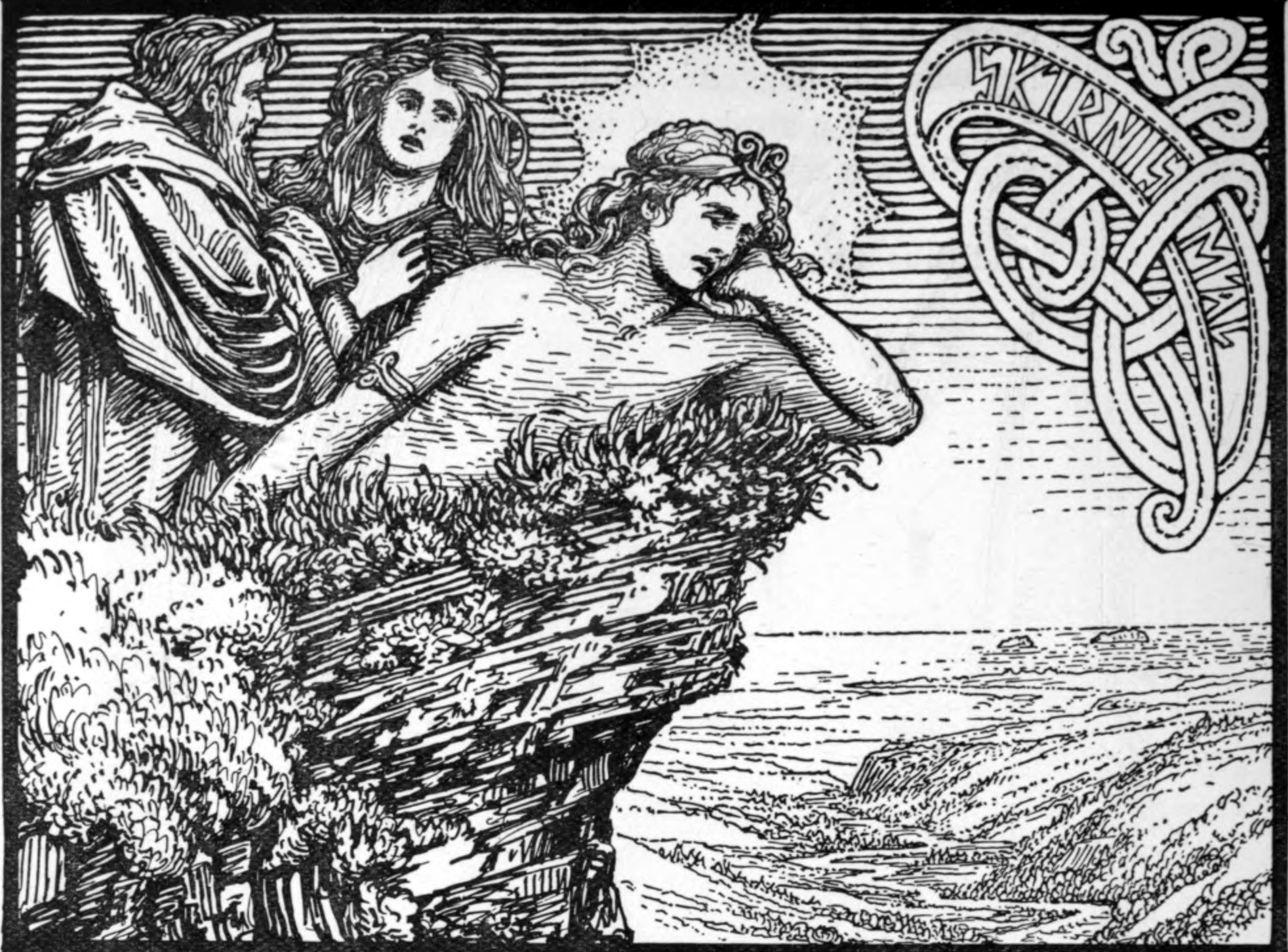
"Le chagrin d'amour de Freyr", W.G. Collingwood (1908)

7-10. Freyr demande à Skírnir de partir chercher la géante, ce pour quoi l'écuyer réclame un cheval, afin de traverser les flammes entourant le Jötunheimr, et son épée "qui combat d'elle-même".
11-13. Skírnir chevauche donc jusqu'à Jötunheimr. L'enclos de Gerdr est gardé par des chiens. Skirnir demande alors à un berger non loin comment passer malgré les chiens, ce à quoi le berger répond que vivant, Skirnir ne passera pas. Skirnir se résout à franchir l'enclos.
14-24. Gerdr se plaint d'un vacarme à sa servante qui lui explique qu'un coursier est arrivé. Gerdr l'invite et lui demande la raison de sa visite. Skirnir lui demande d'épouser Freyr et lui offre successivement pour la convaincre des pommes d'Idunn et l'anneau Draupnir, mais Gerdr refuse. Alors Skírnir la menace de lui trancher la tête, mais elle ne se laisse pas intimider.
25-37. Skírnir lance ensuite une longue incantation au cours de laquelle il invoque successivement Freyr, Odinn et Thorr. Il a recours à la rune Þurisaz et à la magie. La géante cède alors. Elle donne rendez-vous à Freyr neuf nuits plus tard à Barri.
40-41. De retour chez lui, Skirnir informe son maître du rendez-vous. À la dernière strophe, Freyr déplore la date si lointaine du rendez-vous :
| Freyr qvaþ: 42. La/ng er nott, langar ’ro tver, hve vm þreyiac þriár? opt mer manaþr minni þotti, enn sia half hynótt. | Freyr dit : 42. Longue est une nuit, Plus longues, deux nuits, Comment languirai-je trois nuits? Souvent un mois M'a paru moins long Que cette demi-nuit d'ardente veille. |  |

## Analyse
Le Skírnismál est un mythe naturaliste évoquant l'union du dieu de la fécondité, Freyr, à la terre, Gerdr. La mort de Freyr du fait de la perte de son épée, symbole phallique, serait alors à interpréter comme l'épuisement du dieu fécond après l'insémination, et donc sa vulnérabilité.
En outre, au sujet du lieu où prend place le mariage, la Gylfaginning (37) évoque non Barri mais le mot Barey, sans doute formé sur barr, terme renvoyant au monde végétal, et -ey, l'île. Il s'agirait peut être de Barra (Écosse), Barra Head ou encore Berneray.